# Diada per l'Autonomia
La Diada per l'Autonomia va ser una gran manifestació a favor de l'autonomia de les Illes Balears que es va celebrar a Palma el 29 d'octubre de 1977.
L'acte va ser promogut i coordinat per l'Obra Cultural Balear. La manifestació va ser convocada a les 18,00 hores a la Plaça d'Espanya. Hom calcula que s'hi congregaren unes 20.000 persones. Va ser la concentració humana més important feta mai a les Balears a favor de l'autogovern.
Al final de la manifestació, feren els parlaments en representació de les forces polítiques convocants Josep Maria Llompart, Antoni Serra i Bauçà i Ferran Gomila. Llompart llegí un escrit amb referències a la llengua catalana com a idioma de Mallorca, que fou rebutjat amb una xiulada per part del públic que reclamà «Mallorquí, mallorquí, mallorquí!», a la qual cosa Llompart respongué espontàniament, i fent ús de la megafonia: «Català, català, català!». La fermesa de Llompart ha restat a la memòria col·lectiva com un moment essencial per a refermar a les Illes Balears la defensa de la unitat idiomàtica i cultural dels països de llengua catalana